# Richard Böhm
Richard Böhm (* 14. srpna 1938, Brno-Řečkovice) je český tanečník, choreograf, baletní mistr a pedagog. Jeho manželkou je představitelka subretních rolí v operetním souboru Státního divadla Ostrava Ilona Simandlová.

## Život
Na přání své matky začal chodit se svým spolužákem hrát na klavír, ale protože v této činnosti nenašli zalíbení, přešli do baletní školy Ivo Váni Psoty při baletním souboru Státního divadla v Brně, odkud následně v roce 1953 po dokončení základní školy Böhm přešel na taneční oddělení brněnské konzervatoře. Po absolvování školy v roce 1956 ho šéf olomouckého baletu Rudolf Macharovský angažoval do Divadla Oldřicha Stibora. V roce 1959 se stal šéfem olomouckého baletu Josef Škoda a Richard Böhm se stal sólistou baletu. Jeho první velkou sólovou rolí byl Federigo Rasponi v Burghauserově Sluhovi dvou pánů. Když Emerich Gabzdyl v létě 1964 ve Státním divadle Ostrava připravoval Labutí jezero, potřeboval alternanta na roli prince Siegfrieda. Dozvěděl se o Richardu Böhmovi, jehož ještě před tím obsadil do role doktora Cajuse v Oranského baletu Veselé paničky windsorské na shakespearovský motiv, a angažoval jej ve svém ostravském baletním souboru. Vedle baletu tančil Böhm i sóla v operních a operetních inscenacích, kde i poznal svou manželku Ilonu Simandlovou. V roce 1970 Emerich Gabzdyl opustil roli uměleckého šéfa Národního divadla a jeho funkci přebral Albert Janíček. Richard Böhm v tuto dobu nadále dostával velké role. 
Díky svému mužnému lyrickému zjevu a fyzické dispozici se představil v řadě rolí jako například Antonius v Antoniovi a Kleopatře, Václav a Girej v Bachčisarajské fontáně, Franz v Coppélii, Albert v Giselle, Honza v Jak Honza ke štěstí přišel, Princ v Labutím jezeře, Popelce a ve Spící krasavici, Frollo v Notre Dame de Paris, Pavouk v Pavoučí hostině, Tybalt v Romeovi a Julii, Omar ve Studni lásky, Ali Batyr v Šurale a také ztvárnil titulní role ve François Villonovi, Ondrášovi, Peer Gyntovi a v Prométheovi.
Mimo baletu spolupracování též s činohrou, operou, operetou i televizí, věnoval se také pedagogické činnosti na Janáčkově konzervatoři v Ostravě, kde vyučoval předměty jako tanec s partnerem a výkonnou praxi v létech 1973 až 1981. Ve Státním divadle v Ostravě se aktivně pohyboval do roku 1985. Za svou práci obdržel za rok 2017 Cenu Thálie za celoživotní mistrovství v kategorii balet a pantomima a jiný tanečně dramatický žánr.

## Ocenění
- 2017 — Cena Thálie za celoživotní mistrovství v kategorii balet a pantomima a jiný tanečně dramatický žánr